# Rockefeller Plaza 30
Rockefeller Plaza 30 (oryg. 30 Rock) – amerykański serial komediowy emitowany w stacji NBC od 11 października 2006 do 31 stycznia 2013. Serial zdobył szereg nagród, w tym 5 Złotych Globów i 9 Emmy.

## Fabuła
Serial pokazuje kulisy powstawania telewizyjnego programu rozrywkowego nadającego na żywo „The Girlie Show”. Główną postacią jest Liz Lemon (Tina Fey) –- główna scenarzystka, która jako szef musi zapanować nie tylko nad trudną grupą scenarzystów, ale także nad swoimi gwiazdami, a dodatkowo jeszcze sprostać oczekiwaniom swojego szefa. Pomysłodawcą, producentem, główną scenarzystką i odtwórczynią głównej roli jest Tina Fey, która przy tworzeniu serialu inspirowała się własnymi doświadczeniami z czasów, kiedy była główną scenarzystką Saturday Night Live (Sobotniej Nocy na Żywo). Nazwa odnosi się do adresu siedziby stacji NBC, która mieści się w Rockefeller Center w Nowym Jorku.

## Postacie

### Główne
- Tina Fey jako Liz Lemon, główna bohaterka serialu i główna scenarzystka programu „TGS z Tracym Jordanem”.
- Tracy Morgan jako Tracy Jordan, nieprzewidywalna, szalona, autodestrukcyjna gwiazda programu „TGS z Tracym Jordanem”.
- Jane Krakowski jako Jenna Maroney, główna gwiazda programu „TGS” przed zatrudnieniem Tracy'ego Jordana, wiecznie próbująca skupić na sobie uwagę wszystkich i pragnąca być wiecznie w świetle reflektorów, najlepsza przyjaciółka Liz, twierdząca, że jest naturalną blondynką.
- Jack McBrayer jako Kenneth Parcell, radosny i wierny, pracownik pochodzący z południa Stanów Zjednoczonych, zajmujący się głównie opieką nad gwiazdami i oprowadzaniem wycieczek po siedzibie telewizji, która jest dla niego całym życiem.
- Scott Adsit jako Pete Hornberger, „racjonalny”, dowcipny producent programu „TGS”, a także najbardziej zaufany przyjaciel Liz.
- Judah Friedlander jako Frank Rossitano, dziecinny, rozpustny i sarkastyczny scenarzysta programu TGS, noszący czapkę bejsbolową z różnymi absurdalnymi napisami, które ulegają zmianie w każdym odcinku.
- Alec Baldwin jako Jack Donaghy, zdecydowany, czarujący, lekko snobistyczny i bezlitosny niekiedy szef, notorycznie próbujący kontrolować i dokonywać zmian w programie „TGS”, a także w życiu Liz Lemon.

### Drugoplanowe
- Katrina Bowden jako Cerie, „Cerie od ksera”, nieprzejmująca się szczególnie pracą asystentka Liz, która zazwyczaj ubiera się dosyć skąpo do pracy ku uciesze mężczyzn w grupie scenarzystów.
- Keith Powell jako James „Toofer” Spurlock, przemądrzały, dumny z pochodzenia czarny scenarzysta, absolwent Harvarda, który często wchodzi w konflikt z Tracym i Frankiem.
- Lonny Ross jako Josh Girard, młody i niedojrzały scenarzysta, a także aktor występujący w „TGS”, znany głównie z umiejętnego parodiowania innych. Nie pojawia się od sezonu czwartego.
- Kevin Brown jako Dot Com, erudyta w otoczeniu Tracy'ego Jordana, jest także aktorem, nazywa się Walter Slattery, zawsze pojawia się w duecie z Grizzem.
- Grizz Chapman jako Grizz, jest w entourage Tracy'ego razem z Dot Comem.
- Maulik Pancholy jako Jonathan, lojalny i nadopiekuńczy osobisty asystent Jacka, który często zachowuje się jakby był w nim zakochany.
- John Lutz jako J. D. Lutz, leniwy scenarzysta „TGS” z nadwagą, którego często wszyscy kpią.

## Lista odcinków
| Sezon | Sezon | Odcinki | Oryginalna emisja    | Oryginalna emisja |
| Sezon | Sezon | Odcinki | Premiera sezonu      | Finał sezonu      |
| ----- | ----- | ------- | -------------------- | ----------------- |
|       | 1     | 21      | 11 października 2006 | 26 kwietnia 2007  |
|       | 2     | 15      | 4 października 2007  | 8 maja 2008       |
|       | 3     | 22      | 30 października 2008 | 14 maja 2009      |
|       | 4     | 22      | 15 października 2009 | 20 maja 2010      |
|       | 5     | 23      | 23 września 2009     | 5 maja 2011       |
|       | 6     | 22      | 12 stycznia 2012     | 17 maja 2012      |
|       | 7     | 13      | 4 października 2012  | 31 stycznia 2013  |